# Chris van Geel (kunstenaar)
Christaan Johannes (Chris) van Geel (Dordrecht, 19 mei 1891 – Utrecht, 9 december 1969) was een Nederlands kunstenaar. 

## Loopbaan
Van Geel was leerling aan de Kunstnijverheidsschool Quellinus Amsterdam. Hij was decoratief tekenaar en ontwerper van boekbanden, glas in lood, ex libris, sierkunst en letters. Hij schreef onder meer over boek- en boekbandversiering, en illustreerde het boek De pelgrim van Angkor van Pierre Loti.
Chris van Geel is de vader van de dichter-tekenaar Chr.J. van Geel (1917-1974).

## Publicatie
- Chris van Geel: 'Over boek- en bandversiering'. In: Maandblad voor de typographie en verwante vakken (1914)